# ジヴァートマ
ジヴァートマ（Jivatma）は、SNKプレイモアの対戦型格闘ゲーム『KOF MAXIMUM IMPACT』シリーズに登場する架空の人物。担当声優は工藤恭造。

## 概要
『KOF MAXIMUM IMPACT』（以下『MI』と表記）シリーズの『MI2』から最終ボスおよびプレイヤーキャラクターとして登場。初出作品の『MI2』では隠しキャラクターだった。
謎の組織「アデス」の総督で、下部組織「クシエル」を統べるリーダー。「アデス」の最高幹部会「コカベルの子供たち」の一人。“闇の爪”と呼ばれる。
不気味な容姿とは裏腹に丁寧な口調だが、その本性は非常に冷酷で残忍。自らの格闘スタイルを「弱者への制裁」と豪語し、腕を自在に伸縮させるという常軌を逸した身体に加え、異様に高い戦闘能力を持つ。
ある目的のために、世界各国の有能な科学者達を誘拐・拉致している。その中には、かつてマキシマをサイボーグへと改造した巻島博士や、ルイーゼ・マイリンクの父親であるデートレフ・マイリンク博士も含まれている。完成度の高い強靭な肉体を持つ格闘家を手中に収めようとも暗躍する。メイラ兄弟の隠された秘密を知っているらしく、彼らの事を「ユーダイム」と呼んでいる。宿敵としているルイーゼの正体も分かっており、彼女の事は「ラキア」と呼ぶ。
アナザーモデル（2Pスタイル）は女性の姿となっているが、声は変わっていない。

## キャラクター性能
攻撃力は突出したものを持たない。伸ばした腕を使ったリーチの長い攻撃が特徴だが、伸ばした腕にも当たり判定がある。

## 技の解説

### 特殊技
業華振転（ごうかしんてん）
地面にかがみ込むように構える。
槍貫（そうかん）
しゃがんだ状態から腕を伸ばして攻撃する。
菩薩（ぼさつ）
『MIA』にて使用。足払いで攻撃する。

### 必殺技
神愚羅（かぐら）
腕を伸ばして相手に突き刺して引き寄せてから、もう片方の腕で貫く。
無煉爪（むれんそう）
腕を伸ばして突きを繰り出す。ヒットすると相手をロックして連続で突きまくる。
裁炎（さいえん）
手から蒼い火球を放つ飛び道具。
黄泉（よみ）
相手を持ち上げて、連続で突きまくる投げ技。
蓮華（れんげ）
『MIA』にて使用。「業華振転」の最中に繰り出せる技。伸ばした腕を突き刺して放り投げる。

### 超必殺技
闇の爪（やみのつめ）
腕を長く伸ばして相手を貫き、持ち上げて爆発させる。
煉獄・幟（れんごく・のぼり）
紫色の霧を下から上へ縦に噴き出す。
煉獄・薙（れんごく・なぎ）
紫色の霧を薙ぎ払うように左右に噴き出す。幟と比べて射程や対空性能は短いが、軸移動に強く、ガードクラッシュ性能も高い。
曼荼羅（まんだら）
『MIA』にて使用。相手を持ち上げながら伸ばした腕で連続突きを浴びせる技。「無煉爪」の強化版。

## 関連人物
- アルバ・メイラ - 過去に何らかの秘密がある者
- ソワレ・メイラ - 過去に何らかの秘密がある者の弟
- ルイーゼ・マイリンク - 宿敵
- ナガセ - 部下
- デューク - 部下
- 服部半蔵 - 過去に対峙した事がある者